# Frederik Verburg
Frederik Anton Verburg (* 1. März 1980 in Breda, Niederlande) ist ein niederländischer Arzt, Facharzt für Nuklearmedizin und Hochschullehrer. Seit 2016 ist er Professor für Experimentelle Nuklearmedizin an der Philipps-Universität Marburg.

## Leben
Nachdem Frederik Verburg 1997 sein Abitur am Sint-Oelbertgymnasium in Oosterhout gemacht hatte, studierte er von 1997 bis 2004 Medizin in Leuven und Utrecht. Seine Promotion zum Dr. med. erfolgte 2008 in Würzburg über The course of differentiated thyroid carcinoma in patients in whom the initial l-131 ablative treatment was successful. 2010 erfolgte die Habilitation über Therapy and risk stratification in differentiated thyroid carcinoma: paradigm changes.
Verburg absolvierte seine Ausbildung zum Facharzt für Nuklearmedizin an der Universitätsklinik Würzburg von 2007 bis 2010. Von 2011 bis 2016 war er an der Universitätsklinik Aachen tätig, wo die Ernennung zum Privatdozenten erfolgte. Von 2016 bis 2020 war er stellvertretender Direktor der Klinik für Nuklearmedizin der Universitätsklinikum Gießen und Marburg GmbH, Standort Marburg und zeitgleich Universitätsprofessor für Experimentelle Nuklearmedizin an der Philipps-Universität Marburg. Seit 2020 ist er am Universitätsklinikum Rotterdam tätig.

## Auszeichnungen
- Brahms-Forschungspreis für Schilddrüsenerkrankungen der Deutschen Gesellschaft für Nuklearmedizin (2010)[7]
- Preis der Dr. Dagobert-Nitz-Stiftung (2019)[8]

## Veröffentlichungen (Auswahl)
- The course of differentiated thyroid carcinoma in patients in whom the initial l-131 ablative treatment was successful. (Dissertation, Universität Würzburg, 2008).[9][10]
- Therapy and risk stratification in differentiated thyroid carcinoma: paradigm changes. (Habilitationsschrift Universität Würzburg, 2010).